# Otodus
Otodus é um gênero extinto de grandes tubarões Lamniformes  que viveram do Paleoceno ao Plioceno. O nome Otodus vem do grego antigo ὠτ (ōt, que quer dizer orelha") e ὀδούς (odoús, que quer dizer dente") - portanto, "dente em forma de orelha".
Este género é conhecido por seus dentes fossilizados e centro vertebral. Como outros elasmobrânquios, o esqueleto de Otodus era composto de cartilagem e não de osso, resultando em relativamente poucas estruturas esqueléticas preservadas aparecendo no registro fóssil. Os dentes das espécies do género são grandes, com coroa triangular, bordas cortantes lisas e cúspides visíveis nas raízes. Alguns dentes de Otodus também mostram sinais de serrilhados em evolução.